# Addiction aux corticoïdes ou syndrome de la peau en feu
 Mise en garde médicale
L'addiction aux corticoïdes, également connue sous les noms de syndrome de la peau rouge, de la peau brûlante ou de la peau en feu ou de dermatite due à la cortisone, est signalée chez des patients qui ont utilisé pendant une longue période des dermocorticoïdes avant d'arrêter leur utilisation ou chez des patients pour qui ces médicaments n'agissaient plus,,,. Les symptômes comprennent une rougeur de la peau, une sensation de brûlure et des démangeaisons. Cela peut ensuite être suivi d'un peeling cutané.
Ce syndrome résulte de l'usage de dermocorticoïdes durant plus d'un an et ne survient pas à la suite d'une utilisation ponctuelle. Cela semble être un effet indésirable spécifique de l'utilisation de corticoïdes. Les personnes atteintes de dermatite atopique sont les plus à risque.
Le traitement implique l'arrêt de l'utilisation de corticoïdes topiques ou de la prise par voie orale. Ceux-ci peuvent être arrêtés progressivement ou soudainement. Des conseils et des compresses froides peuvent aider à réduire les symptômes. Cette affection est rare. Des cas ont été rapportés chez des adultes et quelques cas possibles chez des enfants. Cette maladie a été décrite pour la première fois en 1979.

## Signes et symptômes

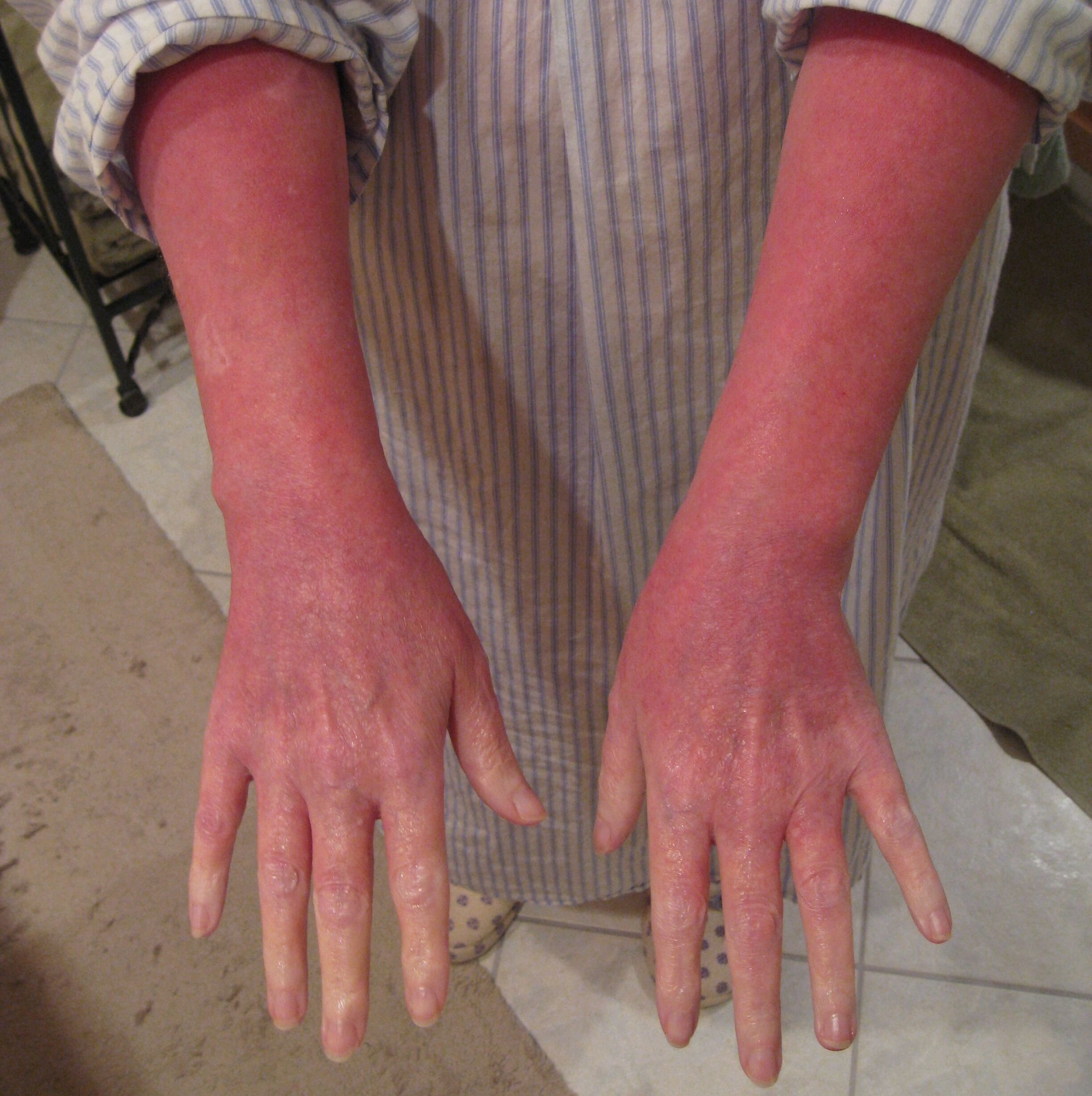
Syndrome de la peau "en feu" due aux corticoïdes topiques. Motif typique sur les bras et les mains

La dépendance aux corticoïdes est caractérisée par une dermatite incontrôlable qui se propage et une aggravation de l'inflammation de la peau qui nécessite un corticoïde topique plus fort pour obtenir le même résultat que la première prescription. Ce cycle est connu sous le nom de la dépendance aux corticoïdes. Lorsque les corticoïdes topiques sont arrêtés, la peau présente des rougeurs, des brûlures, des démangeaisons, une peau chaude, un gonflement et / ou un suintement pendant un certain temps. Ceci est également appelé syndrome de la "peau en feu" ou "addiction aux corticoïdes" (AC). Une fois l'état de manque terminé, la dermatite atopique peut cesser ou être moins sévère qu'auparavant.

### Durée
La durée de l'état de manque aigu est variable, le retour à l'état d'origine de la peau peut prendre des mois, voire des années. La durée de l'utilisation de corticoïdes peut influencer le temps de récupération, les patients qui ont utilisé des corticoïdes pendant une longue période rapportent la récupération la plus lente.

## Cause
Cette maladie est due à une application de corticoïdes topiques au moins quotidiennement pendant plus d'un an. Cela ne se produit pas avec une utilisation normale. Des cas ont cependant été rapportés après seulement 2 mois d'utilisation,.

## Mécanisme d'action
Historiquement, on croyait que le cortisol n'était produit que par les glandes surrénales. Des recherches récentes ont montré que les kératinocytes de la peau humaine produisent également du cortisol. L'application prolongée de corticoïdes modifie le modèle d'expression du récepteur des glucocorticoïdes (GR) à la surface des lymphocytes ; les patients présentant une résistance aux corticoïdes ont un faible rapport GR-α / GR-β. De plus, l'érythème caractéristique du «syndrome de la peau en feu» est dû à une libération d'oxyde nitrique endothélial (NO) stocké et à une vasodilatation ultérieure des vaisseaux cutanés.

## Diagnostic
Le diagnostic est basé sur une éruption cutanée survenant dans les semaines suivant l'arrêt des corticoïdes topiques qui ont été utilisés à long terme. Signe phare - rougeur de la partie inférieure du visage mais pas du nez et autour de la bouche. Manche rouge - éruption de rebond s'arrêtant soudainement aux avant-bras et à la main. Rides d'éléphant - élasticité de la peau réduite. Une peau brûlante rouge peut être mal diagnostiquée.

## Prévention
La prévention consiste à ne pas utiliser de crèmes aux corticoïdes à intensité modérée ou élevée pendant des périodes de plus de deux semaines,.

## Traitement
Le traitement consiste à ne pas utiliser de corticoïdes topiques. Ceux-ci peuvent être arrêtés progressivement ou soudainement. Des conseils et des compresses froides peuvent également aider. Les antihistaminiques peuvent aider à soulager les démangeaisons. Les immunosuppresseurs et la luminothérapie peuvent également aider certaines personnes. Un soutien psychologique est souvent recommandé,.

## Épidémiologie
La condition est rare. Des cas ont été rapportés chez des adultes et quelques cas possibles chez des enfants. Une enquête a estimé que peut-être jusqu'à 12% des personnes atteintes de dermatite atopique ont une dépendance aux corticoïdes.

## L'histoire
La première description de la maladie remonte à 1979.